# Терентьев, Александр Александрович
Александр Александрович Терентьев (род. 2 мая 1942 года, Астрахань, СССР) — российский биохимик, член-корреспондент РАМН (2005), член-корреспондент РАН (2014).

## Биография
Родился 2 мая 1942 года в Астрахани.
В 1966 году окончил Астраханский государственный медицинский институт, в 1969 году - аспирантуру того же института.
В 1969 году защитил кандидатскую диссертацию на тему «Сравнительные биохимические исследования эмбрио-специфических альфа-глобулинов сыворотки крови человека и некоторых животных».
С 1974 года работает на кафедре биохимии во 2-м МОЛГМИ (РГМУ, РНИМУ) имени Н. И. Пирогова, пройдя путь от доцента до заведующего кафедрой (с 2000 по 2014 годы).
В 1990 году защитил докторскую диссертацию на тему «Стероидсвязывающие онкофетальные белки человека (идентификация, выделение, характеристика, клинические аспекты)».
В 1993 году присвоено учёное звание профессора.
Ученик Татаринова Ю.С.
В 2005 году избран членом-корреспондентом РАМН.
В 2014 году стал членом-корреспондентом РАН (в рамках присоединения РАМН и РАСХН к РАН).

## Научная деятельность
Основное научное направление работы — изучение биохимии онкофетальных белков.
Ведет разработки в области математического моделирования живой клетки с применением методов динамической протеомики и анализа белковых сетей, формируемых белок-белковыми взаимодействиями.
Автор почти 300 научных работ, 3 монографий и 4 книг, 34 свидетельств на изобретения и патенты, 14 учебно-методических пособий по различным разделам биохимии, которые широко используются в РГМУ в настоящее время для обучения студентов.
Под его руководством выполнены и защищены 8 кандидатских и 4 докторских диссертации.